# Bethulia championella
Bethulia championella är en fjärilsart som beskrevs av Émile Louis Ragonot 1888. Bethulia championella ingår i släktet Bethulia och familjen mott. Inga underarter finns listade i Catalogue of Life.